# Communauté de communes du Pays Rethélois
Die Communauté de communes du Pays Rethélois ist ein französischer Gemeindeverband mit der Rechtsform einer Communauté de communes im Département Ardennes in der Region Grand Est. Sie wurde am 1. Januar 2014 gegründet und umfasst 65 Gemeinden. Der Verwaltungssitz befindet sich im Ort Rethel.

## Historische Entwicklung
Der Gemeindeverband entstand mit Wirkung vom 1. Januar 2014 durch die Fusion der Vorgängerorganisationen
- Communauté de communes des Plaines du Porcien,
- Communauté de communes de l’Asfeldois,
- Communauté de communes du Junivillois und
- Communauté de communes du Rethélois.

## Mitgliedsgemeinden
| Gemeinde                                 | Einwohner 1. Januar 2022 | Fläche km² | Dichte Einw./km² | Code INSEE | Postleitzahl |
| ---------------------------------------- | ------------------------ | ---------- | ---------------- | ---------- | ------------ |
| Acy-Romance                              | 490                      | 11,13      | 44               | 08001      | 08300        |
| Aire                                     | 247                      | 6,29       | 39               | 08004      | 08190        |
| Alincourt                                | 161                      | 8,62       | 19               | 08005      | 08310        |
| Amagne                                   | 787                      | 9,32       | 84               | 08008      | 08300        |
| Ambly-Fleury                             | 134                      | 5,88       | 23               | 08010      | 08130        |
| Annelles                                 | 130                      | 12,31      | 11               | 08014      | 08310        |
| Arnicourt                                | 150                      | 8,33       | 18               | 08021      | 08300        |
| Asfeld                                   | 1.081                    | 22,19      | 49               | 08024      | 08190        |
| Aussonce                                 | 232                      | 19,14      | 12               | 08032      | 08310        |
| Avançon                                  | 346                      | 20,99      | 16               | 08038      | 08300        |
| Avaux                                    | 511                      | 13,19      | 39               | 08039      | 08190        |
| Balham                                   | 150                      | 1,77       | 85               | 08044      | 08190        |
| Banogne-Recouvrance                      | 163                      | 19,01      | 9                | 08046      | 08220        |
| Barby                                    | 388                      | 11,32      | 34               | 08048      | 08300        |
| Bergnicourt                              | 296                      | 8,16       | 36               | 08060      | 08300        |
| Bertoncourt                              | 128                      | 6,83       | 19               | 08062      | 08300        |
| Biermes                                  | 314                      | 7,96       | 39               | 08064      | 08300        |
| Bignicourt                               | 66                       | 8,62       | 8                | 08066      | 08310        |
| Blanzy-la-Salonnaise                     | 397                      | 12,13      | 33               | 08070      | 08190        |
| Brienne-sur-Aisne                        | 276                      | 12,23      | 23               | 08084      | 08190        |
| Château-Porcien                          | 1.297                    | 17,31      | 75               | 08107      | 08360        |
| Condé-lès-Herpy                          | 219                      | 11,55      | 19               | 08126      | 08360        |
| Corny-Machéroménil                       | 193                      | 10,54      | 18               | 08132      | 08270        |
| Coucy                                    | 530                      | 6,39       | 83               | 08133      | 08300        |
| Doux                                     | 102                      | 6,52       | 16               | 08144      | 08300        |
| Écly                                     | 169                      | 9,36       | 18               | 08150      | 08300        |
| Gomont                                   | 320                      | 7,23       | 44               | 08195      | 08190        |
| Hannogne-Saint-Rémy                      | 111                      | 18,09      | 6                | 08210      | 08220        |
| Hauteville                               | 123                      | 5,61       | 22               | 08219      | 08300        |
| Herpy-l’Arlésienne                       | 213                      | 10,64      | 20               | 08225      | 08360        |
| Houdilcourt                              | 143                      | 11,30      | 13               | 08229      | 08190        |
| Inaumont                                 | 136                      | 4,75       | 29               | 08234      | 08300        |
| Juniville                                | 1.232                    | 26,20      | 47               | 08239      | 08310        |
| L’Écaille                                | 260                      | 9,15       | 28               | 08148      | 08300        |
| La Neuville-en-Tourne-à-Fuy              | 531                      | 27,34      | 19               | 08320      | 08310        |
| Le Châtelet-sur-Retourne                 | 775                      | 9,94       | 78               | 08111      | 08300        |
| Le Thour                                 | 363                      | 16,62      | 22               | 08451      | 08190        |
| Ménil-Annelles                           | 102                      | 9,15       | 11               | 08286      | 08310        |
| Ménil-Lépinois                           | 144                      | 18,01      | 8                | 08287      | 08310        |
| Mont-Laurent                             | 51                       | 6,83       | 7                | 08306      | 08130        |
| Nanteuil-sur-Aisne                       | 149                      | 7,92       | 19               | 08313      | 08300        |
| Neuflize                                 | 850                      | 13,78      | 62               | 08314      | 08300        |
| Novy-Chevrières                          | 744                      | 17,20      | 43               | 08330      | 08300        |
| Perthes                                  | 303                      | 23,41      | 13               | 08339      | 08300        |
| Poilcourt-Sydney                         | 169                      | 7,88       | 21               | 08340      | 08190        |
| Rethel                                   | 7.435                    | 18,58      | 400              | 08362      | 08300        |
| Roizy                                    | 220                      | 11,15      | 20               | 08368      | 08190        |
| Saint-Fergeux                            | 217                      | 25,50      | 9                | 08380      | 08360        |
| Saint-Germainmont                        | 813                      | 15,69      | 52               | 08381      | 08190        |
| Saint-Loup-en-Champagne                  | 340                      | 15,77      | 22               | 08386      | 08300        |
| Saint-Quentin-le-Petit                   | 124                      | 8,95       | 14               | 08396      | 08220        |
| Saint-Remy-le-Petit                      | 55                       | 7,50       | 7                | 08397      | 08300        |
| Sault-lès-Rethel                         | 1.932                    | 6,45       | 300              | 08403      | 08300        |
| Sault-Saint-Remy                         | 208                      | 9,63       | 22               | 08404      | 08190        |
| Seraincourt                              | 257                      | 16,20      | 16               | 08413      | 08220        |
| Seuil                                    | 182                      | 11,79      | 15               | 08416      | 08300        |
| Sévigny-Waleppe                          | 222                      | 24,11      | 9                | 08418      | 08220        |
| Son                                      | 89                       | 9,03       | 10               | 08426      | 08300        |
| Sorbon                                   | 222                      | 14,43      | 15               | 08427      | 08300        |
| Tagnon                                   | 892                      | 23,97      | 37               | 08435      | 08300        |
| Taizy                                    | 101                      | 9,11       | 11               | 08438      | 08360        |
| Thugny-Trugny                            | 248                      | 13,41      | 18               | 08452      | 08300        |
| Vieux-lès-Asfeld                         | 298                      | 6,66       | 45               | 08473      | 08190        |
| Ville-sur-Retourne                       | 73                       | 9,56       | 8                | 08484      | 08310        |
| Villers-devant-le-Thour                  | 417                      | 16,41      | 25               | 08476      | 08190        |
| Communauté de communes du Pays Rethélois | 30.021                   | 812,04     | 37               | –          | –            |